# Penumbra (optica)

De penumbra en umbra

De penumbra of halfschaduw is het gedeelte van een schaduw waarin niet de gehele lichtbron afgedekt is. Dit type schaduw ontstaat wanneer een lichtbron niet als puntvormig wordt waargenomen, waardoor delen van de schaduw blijven beschenen door een gedeelte van de lichtbron. In de afbeelding zijn deze gebieden aangegeven met de letter P. 
Soms is de overgang tussen deze schaduwen niet erg 'rechtlijnig', bijvoorbeeld door de verstrooiing van licht in de -voor deze golflengten niet homogene- aardatmosfeer in het geval van een maansverduistering.